# Jacob Une Larsson
Pour les articles homonymes, voir Larsson.
Jacob Une Larsson, né le 8 avril 1994 à Stockholm en Suède, est un footballeur international suédois qui évolue au poste de défenseur central au Djurgårdens IF.

## Biographie

### Brommapojkarna

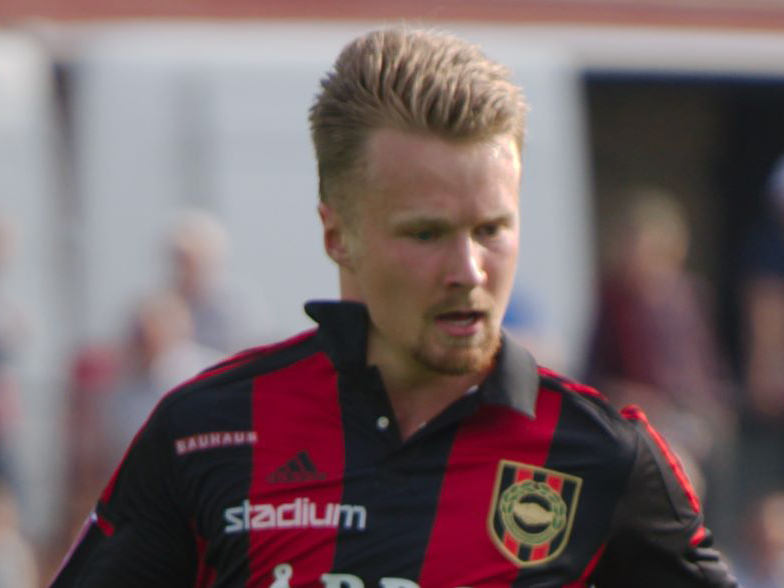
Jacob Une Larsson en 2014 avec l'IF Brommapojkarna.

Né à Stockholm en Suède, Jacob Une Larsson est formé à l'IF Brommapojkarna, où il joue son premier match de championnat le 1er avril 2013 contre l'Östers IF, match durant lequel il marque contre son camp et où son équipe fait match nul (2-2). Il inscrit son premier but le 27 avril 2014 en championnat, contre le club Djurgårdens IF, mais son équipe s'incline sur le score de 3-2. Devenant rapidement un membre important de l'équipe première, il est nommé capitaine à seulement 20 ans, succédant à Pontus Segerström, décédé.

### Djurgårdens IF
Jacob Une Larsson rejoint l'équipe de Djurgårdens IF en janvier 2016, le transfert est annoncé dès le mois de juillet 2015. Le Rosenborg BK était également intéressé pour le recruter mais il a préféré Djurgårdens puisque Rosenborg souhaitait l'utiliser au poste d'arrière droit. Le 19 avril 2016, il débute avec son nouveau club en entrant en jeu face à Hammarby IF, mais son équipe s'incline sur le score de 1-3. Le 2 octobre 2016, il contribue à la victoire des siens en marquant son premier but en championnat, contre le club d'Örebro SK, Djurgardens s'imposant 3 buts à 2.
Une Larsson remporte son premier trophée, la Svenska Cupen, en 2018 avec Djurgardens. Il marque même un but important lors de la finale qui se déroule le 10 mai 2018 face au Malmö FF en ouvrant le score. Djurgardens s'imposant finalement sur le score de 3-0.

### Panetolikós FC
Le 25 janvier 2022, Jacob Une Larsson est prêté au Panetolikós FC jusqu'en juin 2023. Le club grec dispose d'une option d'achat sur le joueur,. Il joue son premier match sous ses nouvelles couleurs le 2 février 2022, contre l'Olympiakos Le Pirée, en championnat. Il entre en jeu en fin de match à la place de Johan Mårtensson lors de cette rencontre perdue par son équipe (3-1 score final).

### Retour au Djurgårdens IF
Non conservé par le Panetolikós FC après dix-huit mois passé au club en prêt, Jacob Une Larsson retourne au Djurgårdens IF, le club suédois annonce son retour le 7 juin 2023.
Le 17 janvier 2025, Jacob Une Larsson prolonge son contrat avec le Djurgårdens IF de deux ans, étant désormais lié au club jusqu'en décembre 2026.

### En sélection nationale
Lors de l'été 2016, il participe aux Jeux olympiques d'été de 2016 organisés au Brésil. Lors du tournoi olympique, il joue deux matchs, contre le Nigeria et le Japon.
Par la suite, avec les espoirs, il participe au championnat d'Europe espoirs en 2017. Lors de cette compétition, il inscrit un but contre la Pologne. Au total il joue treize matchs avec les espoirs, pour un but marqué, entre 2015 et 2017.
Il honore sa première sélection avec la Suède le 12 janvier 2017, contre la Slovaquie, un match que les Suédois remportent largement sur le score de 0-6 à Abou Dabi.

## Palmarès
Djurgårdens IF
- Vainqueur de la Svenska Cupen
  - 2017-2018.
- Champion de Suède
  - 2019.